# Thecopsammia
Thecopsammia is een geslacht van koralen uit de familie van de Dendrophylliidae.

## Soorten
- Thecopsammia elongata Moseley, 1881
- Thecopsammia socialis Pourtalès, 1868